# Manned Maneuvering Unit
 (juin 2018).

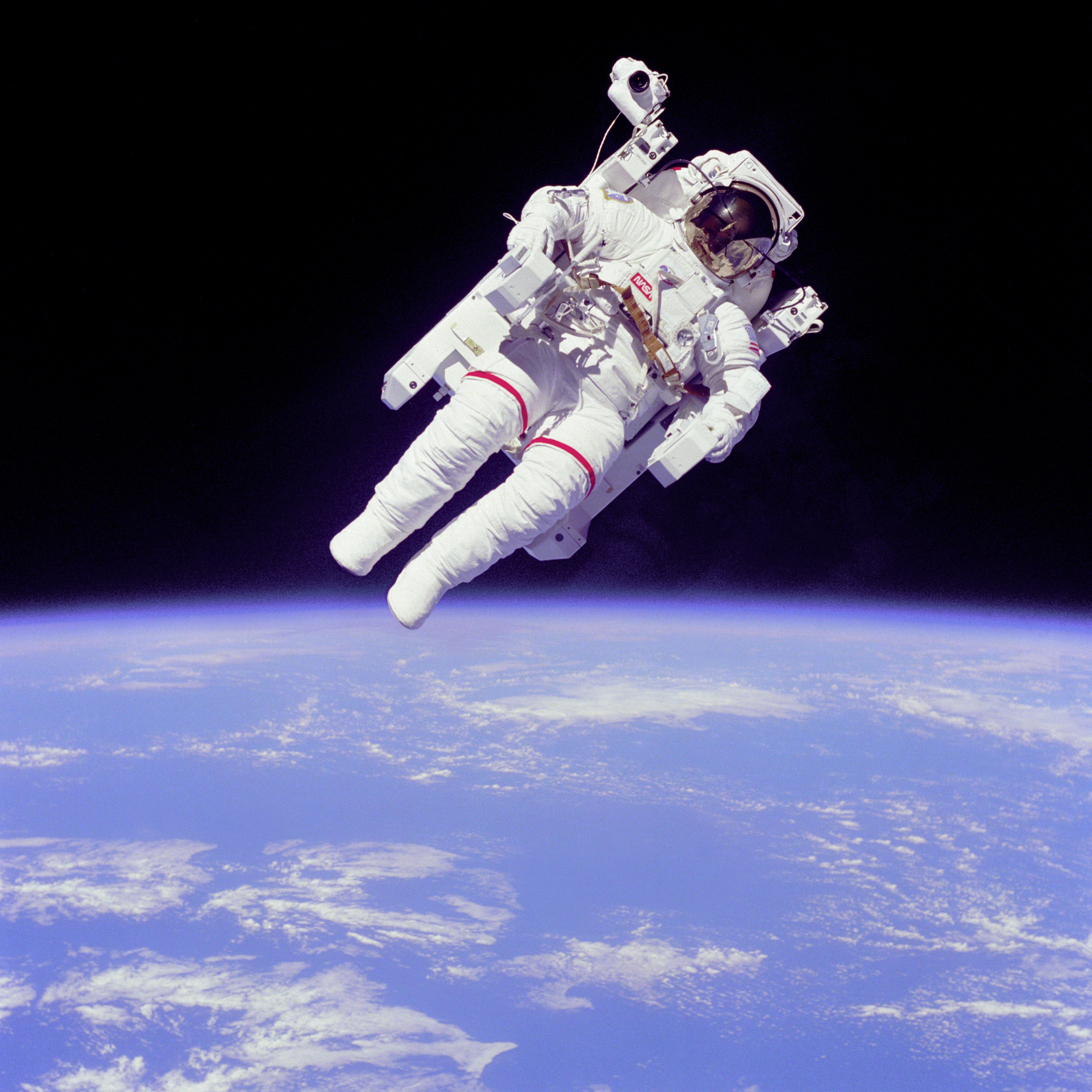
L'astronaute américain Bruce McCandless utilisant le MMU en 1984.

Le Manned Maneuvering Unit ou MMU (en français : dispositif de manœuvre pour équipage) est un système de propulsion développé par la NASA pour permettre aux astronautes de se déplacer de manière autonome dans le vide spatial au cours de leurs sorties extravéhiculaires. D'une masse de 148 kg, il s'accroche dans le dos de la combinaison spatiale portée par l'astronaute et est contrôlé par celui-ci à l'aide de manettes situées au bout de deux bras. Le changement de vitesse total fourni par les 24 tuyères éjectant de l'azote est de 24,4 m/s. Il est utilisé au cours de trois missions de la navette spatiale américaine en 1984 avant d'être retiré du service, car jugé trop dangereux pour les astronautes. Une version moins puissante, le Simplified Aid for EVA Rescue (SAFER), avec un Delta-v de 3 m/s, est développée par la suite et est portée à chacune des sorties des astronautes travaillant dans la Station spatiale internationale pour leur permettre de regagner celle-ci, si un incident les fait partir à la dérive.

## Caractéristiques

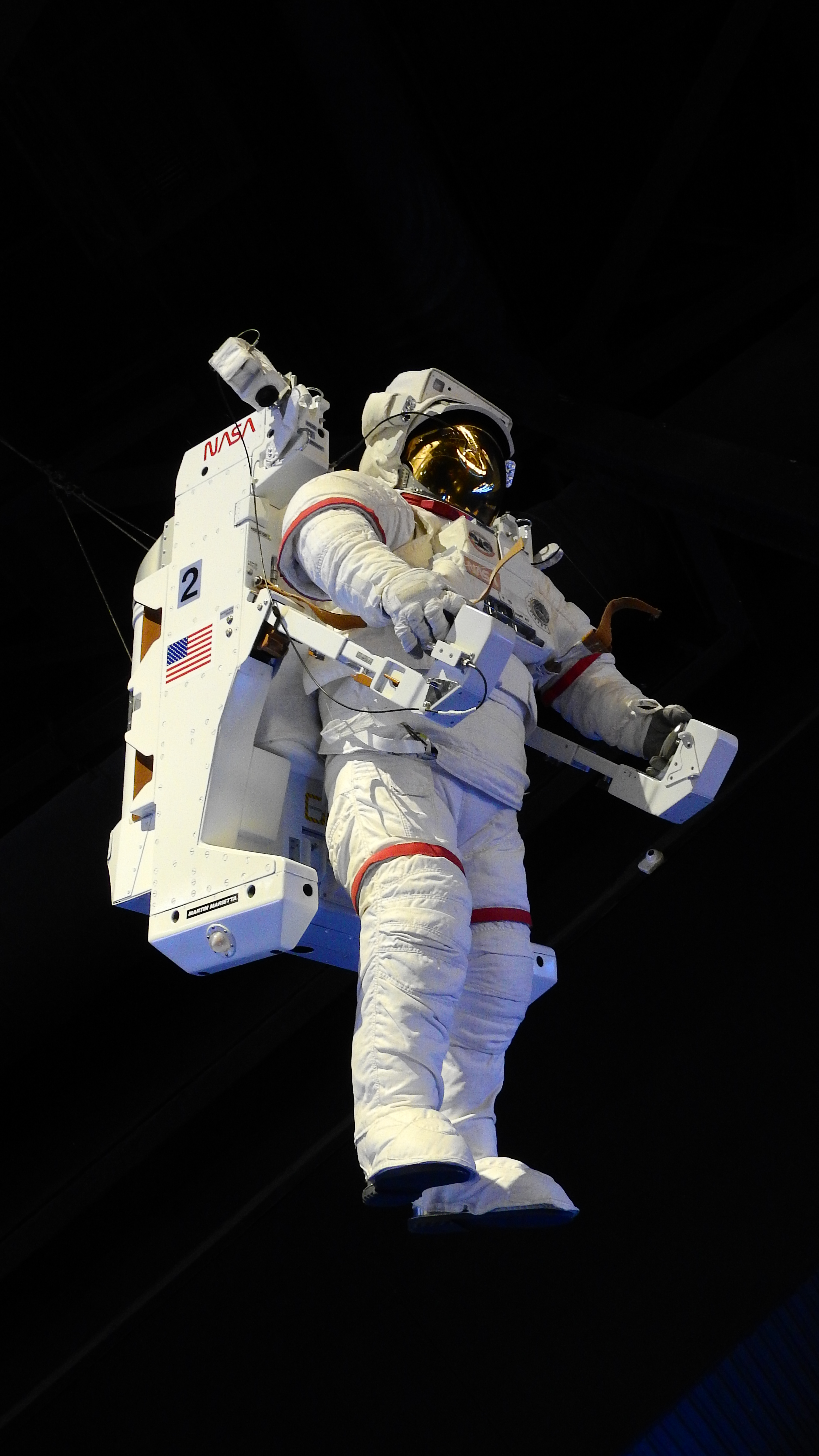
Un exemplaire exposé en 2016.

Le MMU est fixé sur le dos de l'astronaute. Il comporte 24 tuyères réparties à plusieurs emplacements de l'engin. Il utilise pour sa propulsion de l'azote sous haute pression. Deux réservoirs en aluminium recouverts de kevlar contiennent chacun 5,9 kg de gaz, soit une quantité suffisante pour une sortie extravéhiculaire de 6 heures. Le MMU permet d'obtenir un Delta-v (changement de vitesse) total d'environ 24,4 m/s. Pour utiliser le système de propulsion, l'astronaute agit avec l'extrémité de ses doigts sur deux manettes situées à l'extrémité des bras du MMU qui l'encadrent. La manette de droite permet d'imprimer un mouvement de rotation en tangage, roulis et lacet. La manette de gauche produit une accélération linéaire permettant d'avancer ou reculer. L'utilisation conjointe des deux manettes permet de produire des déplacements combinant ces deux types de mouvement. Une fois qu'il fige son orientation, l'astronaute peut mettre en marche un système de pilotage automatique qui maintient cette orientation, libérant ainsi ses deux mains pour les travaux.
Pour permettre à des astronautes de différentes tailles de l'utiliser, les bras supportant les manettes peuvent être allongés de 13 cm. Le MMU est suffisamment compact pour être manœuvré à l'intérieur de structures complexes. Sa masse avec le plein d'ergols est de 148 kg. Le MMU comporte des redondances qui permettent de protéger l'astronaute d'une défaillance des différents systèmes. Il est conçu pour être compatible avec le système de support vie situé dans le dos de la combinaison spatiale Extravehicular Mobility Unit (EMU) utilisée par les astronautes pour leurs sorties extravéhiculaires. La navette emporte deux MMU rangés avec les bras repliés dans sa soute cargo le long des parois non loin du sas. Ils sont attachés sur un support dédié.

## Historique
Le MMU est utilisé au cours de trois missions de la navette spatiale américaine qui ont toutes eu lieu en 1984. Un premier vol d'essai est réalisé par les astronautes Bruce McCandless II et Robert L. Stewart le 7 février 1984 durant la mission STS-41-B. Deux mois plus tard au cours de la mission STS-41-C, les astronautes James van Hoften et George Nelson doivent utiliser le MMU pour capturer le satellite Solar Maximum Mission et le ramener dans la soute cargo de la navette : selon le scénario prévu un des deux astronautes doit utiliser le MMU pour attraper le satellite puis annuler la vitesse de rotation de celui-ci. Mais le grappin utilisé par l'astronaute pour attraper le satellite ne parvient pas à se verrouiller sur le corps du satellite à cause du mouvement qui anime celui-ci. Une procédure alternative est alors improvisée et manque de peu d'être fatale au satellite : l'astronaute utilise ses mains pour attraper le panneau solaire du satellite et tente d'annuler la vitesse de rotation en utilisant les propulseurs du MMU. Mais la manœuvre aboutit à accroître la vitesse de rotation du satellite qui se met à osciller et, ne pointant plus ses panneaux solaires vers le Soleil, commence à décharger ses accumulateurs. Les ingénieurs du centre de contrôle, responsables du satellite, parvinrent à récupérer le satellite en utilisant les propulseurs de celui-ci pour annuler sa vitesse de rotation. Le satellite peut alors être capturé par le bras robotique de la navette. Le MMU est utilisé pour la dernière fois au cours de la mission STS-51-A en novembre 1984. Les MMU sont utilisés pour récupérer les satellites de télécommunication Westar VI et Palapa B2 tombés en panne en orbite basse et incapables d'atteindre l'orbite géostationnaire. Les astronautes Joseph P. Allen et Dale A. Gardner capturent les deux satellites et les ramènent sans encombre dans la soute cargo.
Après l'accident de la navette spatiale Challenger, le MMU est retiré du service car considéré par la NASA comme dangereux pour les astronautes. L'abandon des lancements de satellites commerciaux et militaires par la navette supprime de toute façon l'une des principales raisons d'être du MMU. Bien que le recours au MMU est envisagé pour la construction de la Station spatiale internationale, la NASA renonce à cette solution, qui est remplacée par l'utilisation de retenues et de poignées placées à l'extérieur de la Station spatiale internationale. Le MMU n'est pas non plus utilisé pour les missions d'entretien du télescope spatial Hubble car les gaz éjectés par les tuyères du système de propulsion sont jugés nocifs pour les mécanismes délicats du télescope. Après le retrait du MMU, la NASA cède en 1998 le troisième exemplaire de vol au National Air and Space Museum, où il est exposé suspendu dans le McDonnell Space Hangar du Centre Steven F. Udvar-Hazy depuis 2004. Les deux autres MMU sont toujours détenus par la NASA.

## Dans la culture populaire
- Le MMU apparaît dans les films Space Cowboys et Gravity.